# Ryan O'Keeffe
Ryan O'Keeffe (28 de mayo de 1986, Warrnambool, Victoria, Australia) es un músico australiano. Toca la batería y es miembro de la banda Airbourne, además de ser también uno de los fundadores junto a su hermano Joel.

## Biografía
Nació en Warrnambool, Victoria, Australia. Tiene un hermano llamado Joel. A los 9 años, empezó a practicar con la batería, mientras que su hermano, empezó a practicar con la guitarra eléctrica a los 11 años. Había veces que hacían tanto ruido practicando, que los vecinos llamaban a la policía para que fueran a su casa y les pidieran que bajaran el volumen. En 2003, fundó la banda Airbourne junto a su hermano. Conoció a Justin Street en una fiesta. Le invitó a unirse a la banda y este aceptó. Justin sustituyó a Adam Jacobson, que dejó la banda.

## Carrera musical

### Airbourne
Es uno de los fundadores junto a su hermano Joel de la banda Airbourne. Toca la batería.

## Discografía

### Álbumes de estudio
| Título             | Fecha de lanzamiento                                       | Discográfica                   | Productor    |
| Runnin' Wild       | 28 de enero de 2008 29 de enero de 2009 30 de mayo de 2009 | Roadrunner Records             | Bob Marlette |
| No Guts. No Glory. | 8 de marzo de 2010                                         | Roadrunner Records EMI Records | Johhny K     |
| Black Dog Barking  | 17 de mayo de 2013 21 de mayo de 2013                      | Roadrunner Records             | Brian Howes  |

### EP
| Título        | Fecha de lanzamiento | Discográfica          | Productor     |
| Ready to Rock | 2004                 | Sik Kitty Productions | Independiente |

### Álbumes en vivo
| Título               | Fecha de lanzamiento | Discográfica  | Productor     |
| Live at the Playroom | 2007                 | EMI Australia | Independiente |

### Sencillos
- 2007: «Runnin' Wild»
- 2007: «Too Much, Too Young, Too Fast»
- 2007: «Diamond in the Rough»
- 2010: «No Way But The Hard Way»
- 2010: «Blonde, Bad and Beautiful»
- 2010: «Bottom of the Well»
- 2013: «Live It Up»
- 2013: «No One Fits Me (Better Than You)»

- Datos: Q3453835
- Multimedia: Ryan O'Keeffe / Q3453835